# Millennium Bug (album)
Millennium Bug è il primo album in studio del duo italiano Psicologi, pubblicato il 12 giugno 2020 da Universal Music e Bomba Dischi.

## Tracce
1. Intro – 0:23
2. Amici – 2:28
3. Tristi e soli – 2:23
4. Spensieratezza – 2:49
5. Funerale (feat. Tredici Pietro) – 2:46
6. Sto bene – 2:45
7. Vorrei – 2:48
8. Fantasma – 2:47
9. Radio – 2:50
10. Fck U (feat. Madame) – 3:14
11. Per me sei – 2:31
12. Tutto ok – 2:22
13. Povero (feat. Fuera) – 3:15
14. Generazione – 3:17
15. Canada – 2:30
16. Tatuaggi (feat. Ariete) – 3:05

Riedizione – Millennium Bug X
1. Intro – 0:23
2. Incubo – 3:04
3. Solo – 3:03
4. Jailbreak – 2:44
5. Danza – 2:59
6. Estate80 – 3:01
7. Mille Spine – 2:33
8. Amici – 2:28
9. Tristi e soli – 2:23
10. Spensieratezza – 2:49
11. Funerale (feat. Tredici Pietro) – 2:46
12. Sto bene – 2:45
13. Vorrei – 2:48
14. Fantasma – 2:47
15. Radio – 2:50
16. Fck U (feat. Madame) – 3:14
17. Per me sei – 2:31
18. Tutto ok – 2:22
19. Povero (feat. Fuera) – 3:15
20. Generazione – 3:17
21. Canada – 2:30
22. Tatuaggi (feat. Ariete) – 3:05

## Classifiche

### Classifiche settimanali
Millennium Bug
| Classifica (2020) | Posizione massima |
| ----------------- | ----------------- |
| Italia            | 5                 |

Millennium Bug X
| Classifica (2021) | Posizione massima |
| ----------------- | ----------------- |
| Italia            | 3                 |

### Classifiche di fine anno
| Classifica (2021) | Posizione |
| ----------------- | --------- |
| Italia            | 51        |
| Classifica (2022) | Posizione |
| Italia            | 88        |